# Made for Lovin' You
Made for Lovin' You è un brano musicale della cantautrice statunitense Anastacia pubblicato nel 2001 come quarto ed ultimo singolo estratto dal suo primo album Not That Kind.
Scritto da Anastacia, Sam Watters e Louis Biancaniello.
La canzone viene utilizzata nella campagna pubblicitaria della Honda Civic nel 2001.

## Descrizione

### Composizione
Scritto nella tonalità di Re♯, il brano si basa principalmente sulla progressione degli accordi La♯m–Sol♯–Re♯, che arriva al Fa ogni sei battute. Si apre con una voce sussurrata e distorta. Presenta una pesante linea di synth bass e altri strumenti tra cui una base di tastiera e dei colpi di ottoni. La sequenza di accordi cambia nel bridge e diventa Sol♯–Re♯–La♯ prima di arrivare al ritornello finale. La canzone termina con una dissolvenza in chiusura.

### Temi trattati
Inizialmente dichiara di aver scritto il testo di Made for Lovin' You per trasmettere all'ascoltatore la purezza e la genuinità che si sviluppano in un legame amoroso sano. Alla fine della stesura e dopo la prima incisione in studio si accorge che i suoi sentimenti per quello che aveva scritto stavano cambiando:
Parte dall'intento di scrivere l'amore inteso tra una coppia e successivamente la stessa artista lo tramuta in un amore completamente diverso:
Il brano trasmettere un messaggio di amore e devozione. Evoca sentimenti di calore e affetto, risuona in coloro che hanno sperimentato la travolgente sensazione di essere "fatti per" qualcuno. La natura potenziante del testo infonde un senso di sicurezza di sé nell'accettare i propri sentimenti.
(Made for Lovin' You)
Una dichiarazione d'amore e di connessione. La canzone non solo cattura l'essenza di profondo affetto e desiderio, ma serve anche come promemoria della bellezza delle relazioni genuine costruite sull'amore e la comprensione reciproci.

## Video musicale
Il video musicale consiste in alcuni spezzoni di esibizioni live di Anastacia e alcune sue apparizioni con gli ammiratori. L'artista stessa ha optato per questa soluzione per rendere ancora più compiuta la dedica verso i suoi fan.

### Sinossi
Inizia con le riprese sulla folla durante uno dei suoi primi concerti del 2001 nello stadio di Amsterdam, Paesi Bassi. Poi susseguono scene dei concerti del 2001 in Germania: al Rock am Ring di Nürburg e al Rock Im Park di Norimberga. Delle scene di uno showcase allo Shepherd's Bush Empire di Londra, Regno Unito. Successivamente vengono inseriti spezzoni di un evento firma copie dell'album Not That Kind in Francia, dove l'artista viene circondata dai fan sugli Champs-Élysées.

## Tracce
UK CD single
1. "Made for Lovin' You" – 3:35
2. "Made for Lovin' You" (Tin Tin Out Radio Mix) – 3:52
3. "Underdog" – 4:57
4. "Made for Lovin' You" (Video)

European CD single
1. "Made for Lovin' You" – 3:35
2. "I Ask of You" – 4:27

Spanish promo CD single
1. "Made for Lovin' You" – 3:35
2. "I'm Outta Love" (Hex Hector Radio Edit) – 4:01

## Remix ufficiali
- Tin Tin Out Radio Mix – 3:52
- ATFC Instrumental
- ATFC Vocal Mix – 7:40

## Crediti e musicisti
I crediti sono estrapolati dal booklet di Not That Kind.
Studi
- Registrata e mixata agli Homesite 13 (Novato, California)

Musicisti
- Anastacia – testo, voce, cori
- Sam Watters – testo, cori, batteria, produzione
- Louis Biancaniello – testo, tastiere, batteria, programmazione, produzione, mix engineering
- Vernon Black – chitarre
- Chris Camozzi – chitarre
- David Frazer – mix engineering

## Classifiche
| Classifica (2001) | Posizione massima |
| ----------------- | ----------------- |
| Belgio (Wallonia) | 107               |
| Paesi Bassi       | 79                |
| Francia           | 72                |
| Irlanda           | 36                |
| Regno Unito       | 27                |